# Park prirode Žumberak – Samoborsko gorje
Obuhvaća: Samoborsko gorje i južno prigorje Žumberačkog gorja (Gorjanci - sjeverni, slovenski dio)
Površina: 350km2 (većim dijelom se nalazi u Zagrebačkoj, a manjim u Karlovačkoj županiji)
Datum proglašenja parka prirode: 28. svibnja 1999.
Sjedište uprave PP Žumberak - Samoborsko gorje: Slani Dol 1, Samobor
Nadmorska visina: 180-1178 m
Najviši vrh: Sveta Gera - 1178 m (najviši vrh Samoborskog gorja Japetić - 879 m)
Geološki sastav: prevladavaju dolomiti trijaske starosti te kredne naslage
Vodotoci: 337 izvora, oko 260 vodotoka i nekoliko slapova. Najveći vodotok je rječica Kupčina (20km; Sopotski slap), slijede Slapnica, Sušica, Gradna i Bregana
Naseljenost: u 132 naselja živi oko 4000 stanovnika
Info točke: Eko-centar Slani Dol, Eko-centar Budinjak i Nadzorna postaja Grdanjci

## O parku
Zaštićeno područje Parka prirode obuhvaća izdvojeno brdsko područje Žumberačkog i Samoborskog gorja položenih 30-ak km jugozapadno od Zagreba. 
Žumberačko gorje više je i zapadnije, a ujedno čini i prirodnu granicu Hrvatske sa Slovenijom, vrh Sv. Gera 1178 m. Samoborsko gorje niže je i pitomije s najvišim vrhom Japetićem (880 m).
Prema geološkoj starosti najstarije stijene na području Parka datiraju iz razdoblja paleozoika (perm - prije više od 250 milijuna godina), a u građi prevladavaju dolomiti trijaske starosti te kredne naslage, što je uvjetovalo postanku krša koji prekriva čak 90% površine PP. Ne čudi stoga brojnost površinskih i dubinskih krških oblika, od ponikvi i uvala do špilja, jama i dr.
Vegetacijski pokrov čine bukove, te miješane hrastovo-bukove šume koje se izmjenjuju s livadama i pašnjacima nastalim djelovanjem čovjeka.
Titulu zaštićenog područja Parku je priskrbilo i njegovo bogatstvo flore i faune. Šume i travnjaci dva su glavna ekosustava u kojima su nastanjene i neke rijetke i zaštićene vrste biljaka i životinja. 
Vodno bogatstvo također je odlika ovog prostora, a očituje se kroz brojnost izvora i vodotoka. 
Važno je napomenuti da je ovo područje neprekidno bilo naseljeno od pretpovijesti do današnjih dana, o čemu svjedoče arheološka nalazišta iz različitih razdoblja. U sklopu PP moguće je i turistički obići neka od njih, poput arheološkog nalazišta Budinjak i Bratelji, na području kojih je zasnovan Arheološki park, ili razgledati ostatke srednjovjekovnih gradova Tuščaka, Staroga grada Žumberka i Okića (smatra se najstarijom plemićkom utvrdom sjeverozapadne Hrvatske). 
Park prirode Žumberak - Samoborsko gorje oduvijek je bilo omiljeno izletničko odredište planinara, rekreativaca i izletnika s područja šire okolice.

## Biljke i životinje
Biljni pokrov se prije svega odlikuje raznoliokošću, a obiluje i rijetkim zaštićenim biljnim vrstama kao sto su: blagajev likovac (Daphne blagayana), mekolisna veprina (Ruscus hypoglossum), tridesetak vrsta kaćuna (europske orhideje), božikovina (llex aquifolium), crnkasta sasa (Pulsatilla pratensis ssp. nigricans), planinski božur (Paeonia mascula), hrvatska perunika (Iris croatica), hrvatski karanfil (Dianthus croaticus) i mnoge druge.
Usprkos zakonskoj zaštiti, ljudski faktor i dalje je najveća prijetnja opstanku ovih reliktnih vrsta.
Životinjski svijet ne zaostaje raznolikošću i bogatstvom za biljnim svijetom Parka. Hranidbeni lanac na ovom području čine brojni veliki i mali sisavci, ptice, vodozemci, gmazovi, beskralježnjaci, kukci i ostali. Od većih bi grabežljivaca mogli izdvojiti medvjeda (Ursus arctos), vuka (Canis lupus), te jastreba kokošara (Accipiter gentilis), po kojem je i nazvan obližnji grad Jastrebarsko. 
Od ostalih rjeđih vrsta mogli bi još izdvojiti pjegavog daždevnjaka (Salamandra salamandra), te srodnog mu planinskog daždevnjaka (Salamandra atra).
Od zmija zabilježen je pepeljasti poskok (Vipera ammodytes), bjelouška (Natrix natrix), bjelica (Elaphe longissima), smukulja (Coronella austriaca), ribarica (Natrix tessellata) i riđovka (Vipera berus). 
U Parku obitavaju i brojni beskralježnjaci od koji su mnogi ugroženi (npr. leptir plavac i šumski mrav). 
I podzemni je svijet prilično naseljen. Osim najzastupljenijih šišmiša, pronađene su i neke nove, do sada nepoznate vrste člankonožaca.

## Prirodne i kulturne znamenitosti
Naseljen još od pretpovijesnih dana ovaj kraj izuzetno je bogat arheološkim ostacima. Vrijednim i sustavnim radom djelatnika Parka danas je moguće Park obići putem edukativnih staza i upoznati se s arheološkim nalazima.
Arheološki park u Budinjaku, Staza kneževa - poučna staza u dužini od 4,2 km koja će vas kroz 10 točaka upoznati s ostatcima pretpovijesnog naselja s grobljem u Budinjaku (kneževski tumuli), antičkim grobljem u selu Brateljima i drugim zanimljivostima iz kulturnog i prirodnog nasljeđa ovog kraja. Polazište je Eko-centar Budinjak, a vrijeme potrebno za obilazak staze oko 2 sata. 
Stari grad Okić - srednjovjekovni stari grad nedaleko Samobora. Jedinstven je po svom položaju, visokom stupnju očuvanosti i po značaju koji ima s obzirom na to da njegove strukture pripadaju romaničkom razdoblju. Zajedno s okolicom čini park šumu.
Stari grad Žumberak - sagrađen u romaničko doba, u 13. stoljeću bio je stožerna točka posjeda koruških vojvoda. 
Zidani pil - u blizini naselja Žumberak i Novog grada Žumberka. Pred njim su kažnjavani raznovrsni prestupnici krajiškog doba. 
Jama Jazovka - duboka krška jama između Sošica i sela Sopote u kojoj je otkrivena masovna grobnica žrtava 2. svj. rata (22. 6. molitveno okupljanje za žrtve rata). 
Mlinovi - nekada ih je bilo više od 180, a danas ih je tek nekoliko (mlin na Sopotskom slapu, Draganov mlin na Kalovki, Medvenov mlin na Kupčini i Jadekov mlin u Boićima). 
Etno kuća pod Okićem - izletište obitelji Slakoper s autentičnom građom i izložbenim autohtonim predmetima iz života samoborskog kraja. 
Samostan sestara Bazilijanki - u naselju Sošice u samostanu sestara Bazilijanki, osnovanom 1939., nalazi se bogata etnografska zbirka s mnoštvom vrijednih predmeta koji svjedoče o ruralnom životu Žumberka u prošlosti.
Žumberački uskočki muzej - u Stojdragi, etnografskom zbirkom čuva uspomenu na petstoljetnu tradiciju života uskočkih doseljenika na područje Žumberka. 
Selo Cernik - se, uz još nekoliko žumberačkih naselja, prvi puta spominje u Bernardovoj darovnici iz 1249. godine, kojom se daruje tek utemeljeni cistercitski samostan u Kostanjevici (Slovenija). Jedno je od najočuvanijih naselja na području Žumberka s velikim brojem tradicionalnih kuća, prizemlja građena od kamena, a prvi kat od drveta, s očuvanim vanjskim natkrivenim hodnicima (ganjcima). 
U središtu sela na raskrižju puteva nalazi se rimokatolička kapelica Sv. Jelene Križarice sagrađena oko 1920. godine. U danas slabo naseljenom Cerniku se 18. kolovoza, na dan proslave blagdana Sv. Jelene Križarice, okuplja mnoštvo nekadašnjih stanovnika i njihovih potomaka.
Sv. Petka u Budinjaku - kraj današnje rimokatoličke Kapele sv. Petronile, koja je izgrađena 1827. godine, nalaze se temelji starije 
grkokatoličke Kapele sv. Petke koja je zbog dotrajalosti srušena 1841. godine. Izgled Sv. Petke u potpunosti je bio nepoznat do arheoloških istraživanja koja su provedena 2006. godine. Otkriveni temelji građevine četverolisnog tlocrta (poput djeteline), 13 x 12 m, svjedočanstvo su o jednoj od najzanimljivijih žumberačkih crkava. Vrijeme njezina nastanka zbog odsustva ostalih nalaza još je nepoznato. Moguće je da je nastala u vrijeme romanike ili nekoliko stoljeća kasnije, u vrijeme doseljenja Uskoka na Žumberak. 
Sv. Lovro u Mrzlom Polju - pedesetak metara od grkokatoličke Crkve sv. Petra i Pavla u Mrzlom Polju sačuvani su temelji ranoromaničke Kapele sv. Lovre. Kapela je jednobrodna građevina s polukružnom apsidom, veličine 11 x 6 m. Sagradili su je u 13. stoljeću cisterciti iz samostana u Kostanjevici u susjednoj Dolenjskoj u Sloveniji. Mrzlo Polje je u to vrijeme bilo jedan od feudalnih posjeda ovog samostana na području Žumberka. 
Kanjon Slapnica - rječica Slapnica u svom tipičnom toku za krška područja ponire, otapa dolomitne naslage i diči se dvama slapovima - slap Brisalo i Vranjački slap bogat sedrom (duljina kanjona 10 km). Izvorišni dio je zaštićeni krajolik.
Sopotski slap - slap gornjeg toka Kupčine koji se niz stijenu od 40 m u nekoliko kaskada ruši pokraj tajanstvenog starog mlina. 
Sveta Gera (1178 m) - najviši vrh Žumberačke gore i sjeverozapadne Hrvatske s Kapelom sv. Ilije.

## Sport i rekreacija
Razne su mogućnosti aktivnosti na području Parka - od šetnje, planinarenja, penjanja, biciklizma, zimskih sportova, jahanja u toplijim dijelovima godine, paraglidinga.
Planinarima bi svakako preporučili šetnju po nekoj od 347 km označenih planinarskih staza. Usponi na vrhove: Japetić (879 m) najomiljeniji među posjetiteljima u čijoj se blizini nalazi planinarski dom na Žitnici, Oštrc, Okić, Veliki Lovnik i dr. Sveta Gera, 1178 m, najviši vrh, je izazov za planinare. 
Biciklistima će se sigurno svidjeti uređene biciklističke staze za koje je JU Park prirode Žumberak-Samoborsko gorje izdao pripadnu kartu: 
Staza br. 1: Vilinska staza (Grdanjci - Medven Draga, 43 km (1A) ili 54 km (1 B)) 
Staza br. 2: Staza Slapova (Medven Draga - Grdanjci, 36 km) 
Staza br. 3: Staza Šišmiša (start i cilj u središtu Samobora, 54 km (3A) ili 65 km (3B)) 
Staza br. 4: Staza Svete Gere (Ozalj - Sošice, 59 km) 
TZ Zagrebačke županije u sklopu projekta izrade biciklističkih karata za područje županije izdala je biciklističke karte koje obuhvaćaju opise biciklističkih putova kroz PP Žumberak - Samoborsko gorje (hrv. i eng. verzija). www.tzzz.hr 
Zimski športovi - na području samog Parka ne postoje uređene skijaške staze te je 
mogućnost skijanja u tom smislu nepostojeća. Međutim, nedaleko od JI granice PP-a prostire se gorje Plešivica gdje se na stazi Kamenice održava stoljetna tradicija sanjkaškog kupa. U blizini djeluje i Sanjkaški klub »Plešivica«. Livada za skijaše nalazi se pored sanjkaške staze. 
Jahanje - ljubiteljima konja pruža se mogućnost rekreativnog jahanja po starim putevima, danas konjičkim stazama i poljskim putovi-ma. Jednodnevne, dvodnevne ili trodnevne jahačke ture po Žumberku organizira Konjički klub "Equus" iz Petrovine. KK "Equus" svake godine u jesen organizira i Žumberački konjički maraton. Kontakt: Rene Mirčetić, 098/9466 598. 
Izletište Žumberačko eko-selo također pruža mogućnost višednevnog terenskog jahanja, western škole jahanja, jahanja u manježu, te jahanja na poniju za djecu. www.eko-selo.hr 
Padobransko jedrenje - zbog brdovite reljefne konfiguracije ova športska aktivnost sve je raširenija na području Parka.
Speleologija i slobodno penjanje na Okiću - područje PP zbog svojekrške reljefne strukture obiluje podzemnim speleološkim oblicima. 
Prema zakonu o zaštiti prirode ulazak u speleološke objekte nije dozvoljen (osim u pratnji stručnih osoba). Područje PP istražuje Speleološki klub "Samobor".

## Vanjske poveznice
- Park Prirode Žumberak - Samoborsko gorje
- Speleološki klub "Samobor"
- HPD "Japetić
- Žumberak